# Selidosema extensaria
Selidosema extensaria är en fjärilsart som beskrevs av Turati 1919. Selidosema extensaria ingår i släktet Selidosema och familjen mätare. Inga underarter finns listade i Catalogue of Life.